# Pero Kvrgić
Pero Kvrgić (Moravice, 4. ožujka 1927. – Zagreb, 23. prosinca 2020.), bio je hrvatski kazališni, filmski i televizijski glumac.

## Životopis

### Rani život
Rođen je u Moravicama u Gorskom kotaru, 4. ožujka 1927. godine. Polazio je nekadašnju zagrebačku Zemaljsku glumačku školu i Dramski studio u Zagrebu. Godine 1944., kao sedamnaestogodišnjak, pridružio se kazališnim skupinama "Ivan Goran Kovačić" i "August Cesarec". Od 1950. do 1954. član je ansambla Hrvatskog narodnog kazališta u Zagrebu, a već godinu dana nakon toga pridružuju se novoustrojenoj skupini ‘pobunjenika’ tadašnjeg HNK-a, odnosno ansamblu zagrebačkog Dramskog kazališta, današnje Gavelle, gdje je djelovao kao glumački prvak. Nakon rada u zagrebačkog Dramskom kazalištu, ponovno se vraća u HNK Zagreb, u čijem anasmblu ostaje do umirovljenja. 

### Karijera
Pero Kvrgić glumio je po svim većim hrvatskim kazalištima, skupinama i festivalima - ZDK Gavella, Teatar &TD, ZKM, HNK Zagreb, HNK Split, riječki HKD teatar, dubrovačko Kazalište Marin Držić, Komedija, Kerempuh, Teatar u gostima, Epilog teatar, brijunski Teatar Ulysses, Žar ptica, Bagatella, Dubrovačke ljetne igre, Splitsko ljeto itd. - ostvarivši mnoštvo gostovanja po cijeloj Hrvatskoj, ali i šire. Ostvaruje uloge kako u nizu klasika, tako i u suvremenim djelima, a od toga svakako treba izdvojiti cijeli niz likova iz dramskih djela Marina Držića, od Muna iz drame Skup koju 1950. režira Branko Gavella, pa sve do uloga Pometa, Dunda Maroja, Zlatikuma, Arkulina, Negromanta, Staniše, Gulisava Hrvata, itd. 
Prema nekim podacima, broj uloga koje je Pero Kvrgić ostvario tijekom svoje karijere premašuje 190, a među njima se može naći zaista sve: Scapin iz Molièreovih Scapinovih spletki, Harpagon iz Škrtca, Sganarelle iz Don Juana, Sampognetta iz Pirandellove drame Večeras improviziramo, uloga Oca iz Šest osoba traži autora, Mockinpotta iz Weissove drame Patnje gospodina Mockinpotta, Don Zane iz Marinkovićeve Glorije, Pathelina iz istoimene drame Maître Pierre Pathelin nepoznatog autora, Nemoćnika u preradi Molièreove drame Umišljeni bolesnik, i to u režiji slavnog Jiříja Menzela, Nepoznatog u Begovićevu Pustolovu pred vratima, Perikla u Shakespearovoj istoimenoj drami, Poljskog Židova u Krležinoj drami U logoru, Kir Janju u istoimenoj drami Jovana Sterije Popovića, ponovno u režiji Branka Gavelle, te svakako Stilske vježbe Raymonda Queneaua u režiji Tomislava Radića, skupa s Lelom Margitić. Predstava je premijerno prikazana 19. siječnja 1968. godine i od tada je konstantno na repertoaru, oborivši sve hrvatske rekorde, a slovi i kao potencijalno najdugovječnija predstava s istim ansablom na svijetu. Pero Kvrgić svoje kolumne, također pod imenom Stilske vježbe, piše u Vijencu od 2000. do 2002. godine, a knjiga tih kolumni izdana je 2004. Nastupao je i u nizu televizijskih i igranih filmova.
Preminuo je u Zagrebu, 23. prosinca 2020. u 93. godini života.

### Privatni život
Njegova kći, Ana Kvrgić, također je glumica, kao i njegova supruga Nevenka Stipančić.

## Nagrade
Pero Kvrgić dobio je i brojne nagrade, među kojima nagradu Vladimir Nazor za životno djelo i nagradu Dubravko Dujšin, nagrade Grada Zagreba, Grada Dubrovnika, Sterijinog pozorja, sarajevskih Malih scena, Orlanda, Tita Strozzija, Nagrade kritike, Nagrade hrvatskog glumišta, Nagrade Eleonora Duse, Marula itd. Počasni je građanin grada Kastva. Godine 2006. predsjednik Republike Hrvatske Stjepan Mesić odlikovao ga je Redom Kneza Branimira s ogrlicom za izniman i dugogodišnji doprinos kulturi Republike Hrvatske, a 2007. godine, dobio je vlastitu zvijezdu u hrvatskoj Ulici slavnih  na opatijskoj šetnici Slatini.

## Filmografija

### Televizijske uloge
- "Stilske vježbe" (2001.)
- "Ne daj se, Floki" kao Floki (glas) (1985.)
- "Nepokoreni grad" kao August Cesarec (1982.)

### Filmske uloge
- "Zagrebačke priče" (2009.)
- "Guliver" kao pripovjedač (2009.)
- "Crveno i crno" kao Feliksov djed (2006.)
- "Sve džaba" kao Cico (2006.)
- "Doktor ludosti" kao Dr. Emil Hofbauer (2003.)
- "Tužna Jele" kao Parok (1998.) - TV-kazališna predstava
- "Nausikaja" (1994.)
- "Kamenita vrata" (1992.)
- "U sredini mojih dana" (1988.)
- "Olujna noć" (1987.)
- "Na kraju puta" (1987.)
- "Krizantema" (1987.)
- "Nitko se neće smijati" kao gospodin Zaturečki (1985.)
- "Skretničar" kao skretničar (1984.)
- "U logoru" kao Židov (1983.)
- "Kraljevo" (1981.)
- "Prijeki sud" (1978.)
- "Simha" kao Rafaef (1975.)
- "Golgota" (1973.)
- "Seoba duša" (1973.)
- "Jana" kao Ištvan Varga (1995.)
- "Glorija" kao Don Zane (1970.)
- "Tvrdica" (1967.)
- "Prijatelji" (1967.)
- "Čarobna noć" (1965.)
- "Prosidba" (1965.)
- "Tisuću i jedna strast" (1964.)
- "Arina" (1963.)
- "La steppa" kao Mossei (1962.)
- "Škerco za Marula" (1962.)
- "Svečanost" kao pisar (1962.)
- "L'enclos" (1961.)
- "Sreća dolazi u 9" kao profesor (1961.)
- "Čovjek od važnosti" (1961.)
- "Pozornica bez zavjese" (1961.)
- "Varalice" (1960.)
- "Ženidba" (1960.)
- "Na taraci" kao Dum Marin (1960.)
- "Drug predsednik centarfor" kao Nenad (1960.)
- "Tri četrtine sonca" kao Mateo (1959.)
- "Ujkin san" (1959.)
- "H-8" kao gospodin Jakupec (1958.)
- "Gledalac i mi" kao Arlekin (1956.)
- "Opsada" (1956.)

### Sinkronizacija
- "Snjeguljica i sedam patuljaka" kao Učo
- "Auti" kao Doc Hudson

## Vanjske poveznice
- Pero Kvrgić u internetskoj bazi filmova IMDb-u (engl.)
- (hrv.) Pero Kvrgić  Arhivirana inačica izvorne stranice od 25. kolovoza 2008. (Wayback Machine) (teatar.hr)
- (hrv.) Pero Kvrgić  Arhivirana inačica izvorne stranice od 12. lipnja 2007. (Wayback Machine) (film.hr)
- Pero Kvrgić: Političari su loši glumci („Večernje Novosti”, 29. svibnja 2013.)
- Ovako je govorio Pero Kvrgić u poslednjem intervjuu za "Novosti" („Večernje Novosti”, 23. prosinca 2020.)